# Alfonsiella fimbriata
Alfonsiella fimbriata är en stekelart som beskrevs av James Waterston 1920. Alfonsiella fimbriata ingår i släktet Alfonsiella och familjen fikonsteklar.
Artens utbredningsområde är:
- Kamerun.
- Gabon.
- Guinea.
- Elfenbenskusten.
- Tanzania.

Inga underarter finns listade i Catalogue of Life.